# Gouache
El guache o gouache   (del galicismo gouache, que puede derivar del italianismo guazzo) es una técnica pictórica y un tipo de pintura relativamente moderna, que ha evolucionado a partir de técnicas más antiguas como la aguada, (también llamada aguazo) y la acuarela. Como técnica, ‘a la aguada’ consiste en diluir los colores en agua, para crear una escala de tonos bien monocromos o bien policromos. En función de los pigmentos utilizados, se mezcla con diversos aglutinantes, como goma, cola o miel.

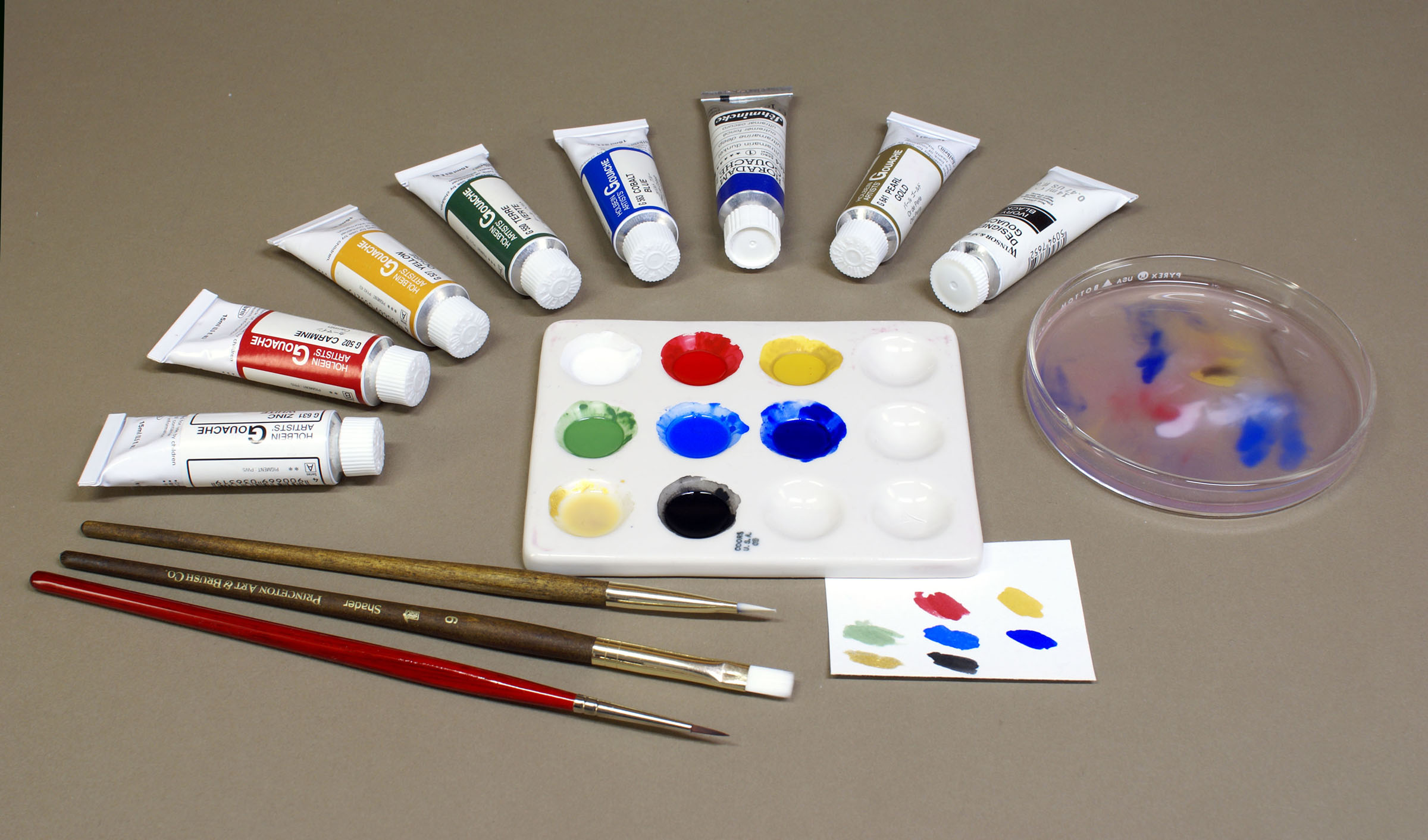
Conjunto de útiles para la práctica del guache.

## Historia
La primitiva técnica de la aguada se originó en la labor de los ilustradores y miniaturistas a partir de la Edad Media (algunas fuentes proponen el siglo XI en Italia o Borgoña), al añadir blanco de zinc a las acuarelas con las que ilustraba manuscritos; la opacidad resultante hacía que cuando se usaba para las ilustraciones resaltase el pan de oro.[cita requerida] Debido a que su nombre francés procede de la palabra italiana guazzo, se supone que su origen estuvo en Italia; si bien el renacentista Cennino Cennini, en un tratado sobre pintura datado en el año 1437, el término que usa es el emparentado con el latino «aquatia», y de él ‘aguazo’.
Ya en el siglo xviii, Joseph Goupy (1689-1763), un pintor francés que residió en Londres, pudo ser el responsable de la difusión en Inglaterra de la palabra «gouache».[cita requerida] El veneciano Marco Ricci (1679-1729) y el florentino Zuccarelli (1702-88) vivieron también en Londres durante largos períodos, y emplearon la aguada para pintar paisajes. A su vez, Zuccarelli influyó en Paul Sandby, pionero de la acuarela y reconocido impulsor de la moderna pintura a la aguada o au gouache.[cita requerida]

## Técnica
El resultado del gouache tiene apariencia de acuarela opaca. La transparencia del papel se consigue a partir de la mayor o menor intensidad de los paños de colores que se apliquen a los objetos que se pretende representar. A partir de los tres colores primarios, sin mezclar con blanco ni negro, se pueden conseguir innumerables colores.
Un guache no debe tener gruesos empastes ni capas muy espesas de pintura que agrieten o rompan el soporte pictórico (papel, etc.). Su luminosidad no dependerá de la blancura del material sobre el que se pinte sino del brillo de la pintura utilizada. Debido a su opacidad, los colores claros pueden pintarse sobre los oscuros sin que estos aparezcan a través de los claros. Además, puede rebajarse en agua, dándole una transparencia parecida a la de la acuarela.
Al igual que la acuarela, su medio (o agente aglutinante) es la goma arábiga, aunque muchos guaches modernos contienen plástico. El medio está ampliado con pigmento blanco, que hace opaca la pintura. Esto significa eliminar algunas de las limitaciones impuestas por la acuarela transparente: es posible aplicar pintura clara sobre oscura, y construir un cuadro con colores más sólidos.
La pintura con guache tiene menos luminosidad que la acuarela, pero es muy apropiada para pintar temas que requieran mucha elaboración, ya que el artista puede trabajar "a partir de los oscuros": aplicando primero los colores más oscuros y pudiendo añadir después los más claros. Es un proceso inverso al de pintar con acuarelas.

## Superficies y soportes
Todos los papeles recomendados para la acuarela pura son adecuados para el guache, aunque a la inversa no es cierto. La opacidad del guache permite utilizar papeles más oscuros, como el Ingres y el Michallet. También da resultados sobre papel coloreado de cartel, y papel de envolver de Manila. Los papeles más ligeros deben tensarse, lo mismo que para la acuarela. Asimismo, los tableros preparados para acuarela servirán para el guache, aunque también se pueden usar de tonos más oscuros. Pueden obtenerse buenos resultados sobre cartón áspero, sin encolar: la pintura tiende a hundirse en él, pero esto puede impedirse aplicando una capa delgada de goma.

## Pinturas y equipo

### Pinturas para gouache
Los colores del gouache se venden en tubos y en frascos, con amplia variedad de colores, aunque una paleta limitada se adapta a muchos estilos, como por ejemplo: blanco; ocre o amarillo o amarillo de Nápoles; amarillo de cadmio; verde esmeralda; rojo cadmio; siena tostado; sombra natural; azul cobalto; negro. Los colores de cadmio y de cobalto resultan caros, pero se fabrican sucedáneos más baratos.

### Colores de póster y en polvo
Lo mismo que el gouache, los colores de póster se hacen con pigmento blanco, que los vuelve opacos. Sin embargo son menos de fiar que el gouache usado por artistas o diseñadores, y no son recomendables para pinturas de calidad, que deben durar. Los colores en polvo que se usan en algunos colegios son también opacos, pero con apenas permanencia y calidad.

### Pinceles y caballetes
Todos los pinceles, tableros de dibujo y caballetes empleados para acuarelas sirven igualmente para el gouache. Para aplicar pintura espesa conviene usar pinceles redondos de cerda.

## En el diseño y el aerógrafo
En la actualidad, el gouache se usa profusamente en ilustraciones comerciales, reproducidas en libros y revistas, y algunos surtidos de colores vienen marcados como "colores de diseñador". La opacidad del gouache permite aplicar zonas planas y limpias, que se reproducen muy bien con los modernos métodos de impresión. También lo emplean normalmente los pintores con aerógrafo.